# アントニア・シングラ
アントニア・シングラ（スペイン語: Antoñita Singla、1948年 -）は、スペイン生まれのロマのフラメンコ・ダンサー、女優。アントニア・ラ・シングラ、あるいは単にラ・シングラという芸名で活動していた。

## 生い立ち
アントニア・シングラは1948年、スペイン・バルセロナのソモロストロ地区で生まれた。彼女が生まれた当時、この地域はスラム街でロマの地域コミュニティが形成されていた。生まれて数日後、彼女はおそらく髄膜炎が原因であろう痛みを訴え、聴力を失った。1968年、彼女は病気から部分的に回復した。ラ・シングラは成長する過程で、ルンバ、ファンダンゴ、ブレリア、フラメンコをかなり上手に踊れるようになった。シングラは母親の手拍子を見て踊り始め、リズムを吸収し、感情にあふれた実に見事なダンスに変えた。彼女は16歳までは流暢に話せなかったと言われている。

## 経歴

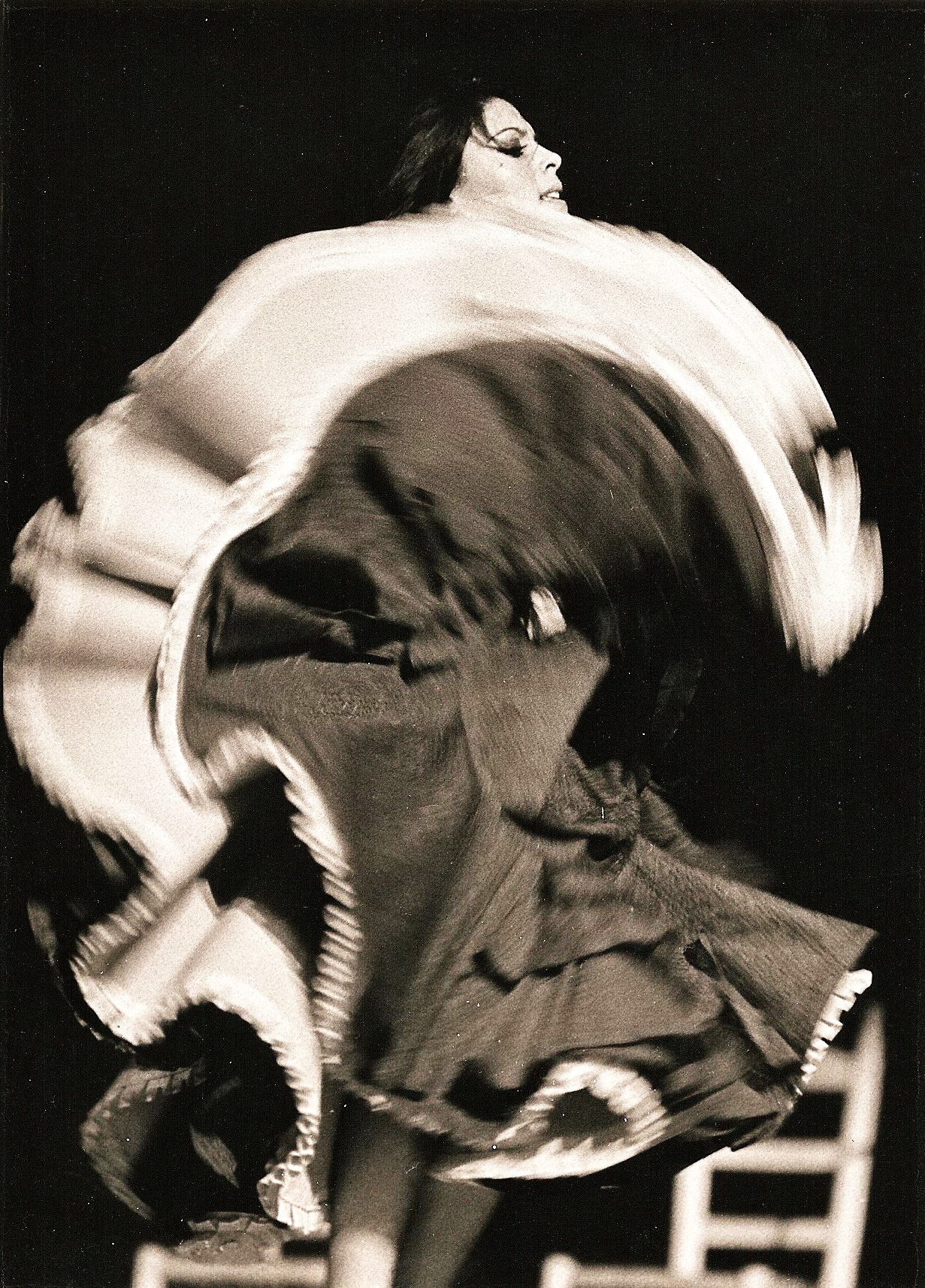
ダンスをするラ・シングラ

12歳の時にバルセロナの居酒屋で踊り始める。ドラマティックな踊りを披露する際、バイラオール（男性ダンサー）のズボンを着用することで知られ、これはカルメン・アマヤや、彼女以前の数人のフラメンコダンサーも行っていたことである。
1960年、パコ・デ・ルシア、カマロン・デ・ラ・イスラ、エル・ファラオンなどの著名人が参加したグループプロジェクト『フェスティバル・フラメンコ・ヒターノ』に参加し、芸術家としてのキャリアをスタートさせる。1965年のこのイベントは、ブルースやゴスペルのフェスティバルを主催していたドイツ人たちの発案によるものだったが、彼らはフラメンコに投資することを決め、後に多くのテレビ番組に参加するようになった。さらに『フェスティバル・フラメンコ・ヒターノ』はヨーロッパとアメリカ大陸をツアーした。初演はドイツの首都ベルリンで行われた。ラ・シングラはスペイン国内よりも国際的に有名になった。
1963年、フランシスコ・ロヴィラ・ベレタ監督の映画『バルセロナ物語』に女優兼ダンサーとして出演した。この映画はアルフレード・マニャスの戯曲を原作とし、バルセロナに住む2つのロマの家族、すなわち「ロス・タラントス（西: Los Tarantos）」と「ロス・ゾロンゴス（西: Los Zorongos）」の壮絶な対立を描いている。アントニア・ラ・シングラはこの映画にダンサーの一人である「ソル（西: Sole）」役で参加した。さらに、この映画の撮影のおかげで、シングラは彼女と比較されたカルメン・アマヤに会うことができた。この映画『バルセロナ物語』は1964年のアカデミー国際長編映画賞にノミネートされた。
アントニア・シングラのキャリアにおけるもうひとつの重要な出来事は、1964年に設立されたフラメンコクラブ『ロス・カリファス（西: Los Califas）』での彼女のパフォーマンスだった。『ロス・カリファス』は、1965年10月15日にタブラオ（フラメンコショーが行われる場所）・フラメンコが発足した場所である。クラブのオーナーは、芸術監督のアントニオ・フェルナンデスを通じて彼女のことを知った。数日後、彼女は『ロス・カリファス』でのデビューに備えてマドリードに向かった。もちろん、「ラ・シングラ」の伴奏をするのは簡単なことではなかった。彼女には、ミュージシャンと対話するのに必要な聴力と言葉が欠けていたからだ。それにもかかわらず、彼女は完璧に演技をやり遂げた。この珍しい状況が、フラメンコ舞踊界のプロたちをクラブ『ロス・カリファス』に引き寄せた。

## レガシー
2017年現在、シングラはタブラオからは遠く離れたスペイン・カタルーニャ州のサンタ・クローマ・ダ・グラマネートに住んでいる。
2017年4月15日、アーティスト仲間の一人であるフアン・ホセ・シングラ・コントレラス（西: Juan José Singla Contreras）と彼のパートナーであるサンティアゴ・パラ（西: Santiago Parra）が、オマージュを捧げるためにバルセロナに「ラ・シングラ」という名前のフラメンコ・タブラオをオープンした。「ラ・シングラ」の場所はモヌメンタル闘牛場の前で、この街で30年ぶりにオープンした新しいフラメンコ施設である。